# راينيرز لين (محطة مترو أنفاق لندن)
راينيرز لين (بالإنجليزية: Rayners Lane)‏ هي إحدى محطات مترو أنفاق لندن. تقع على خط ميتروبوليتان وبيكاديلي أفتتحت في المنطقة (Zone) رقم 5 أفتتحت في 26 مايو 1906.

## معرض صور

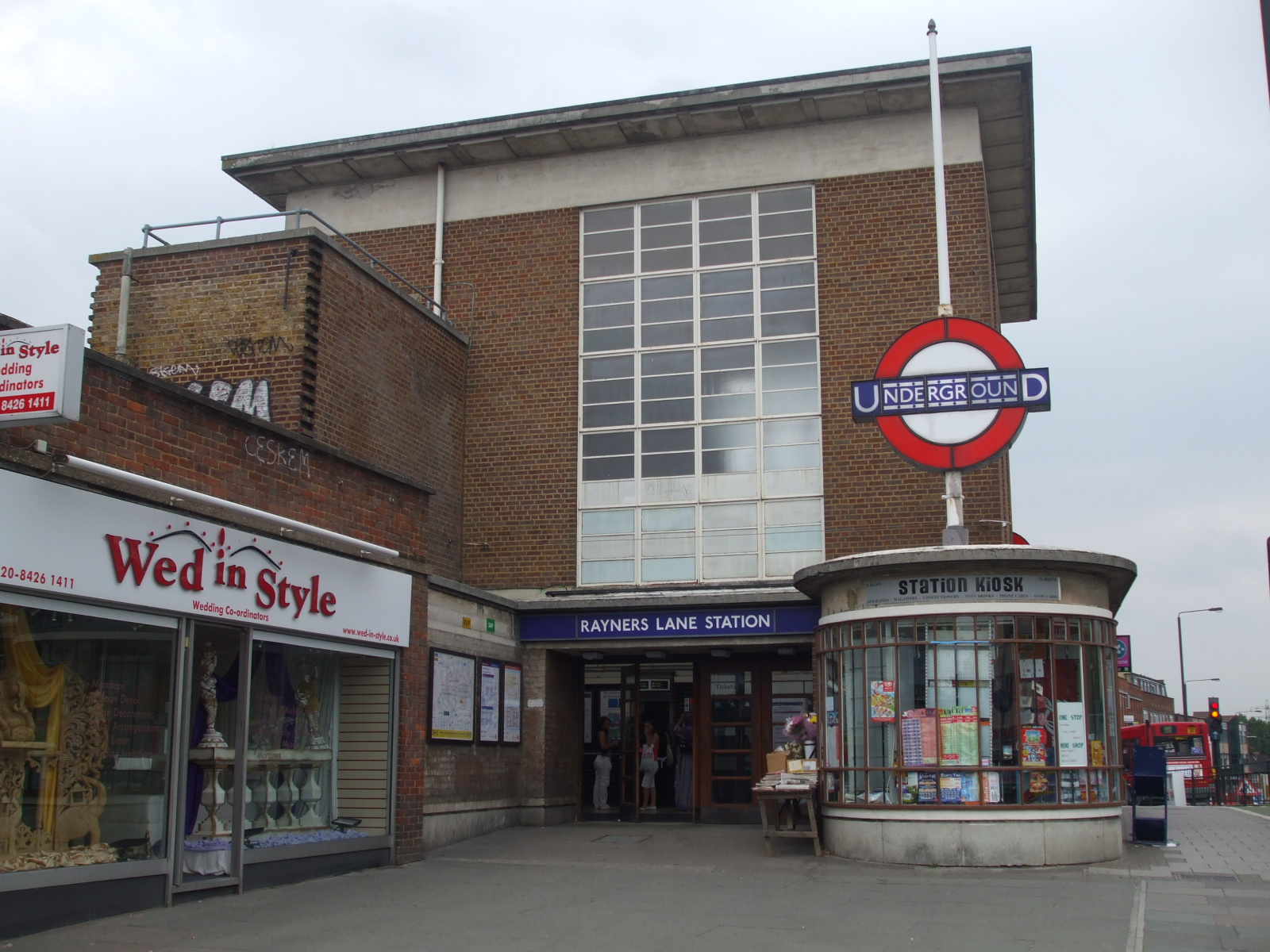
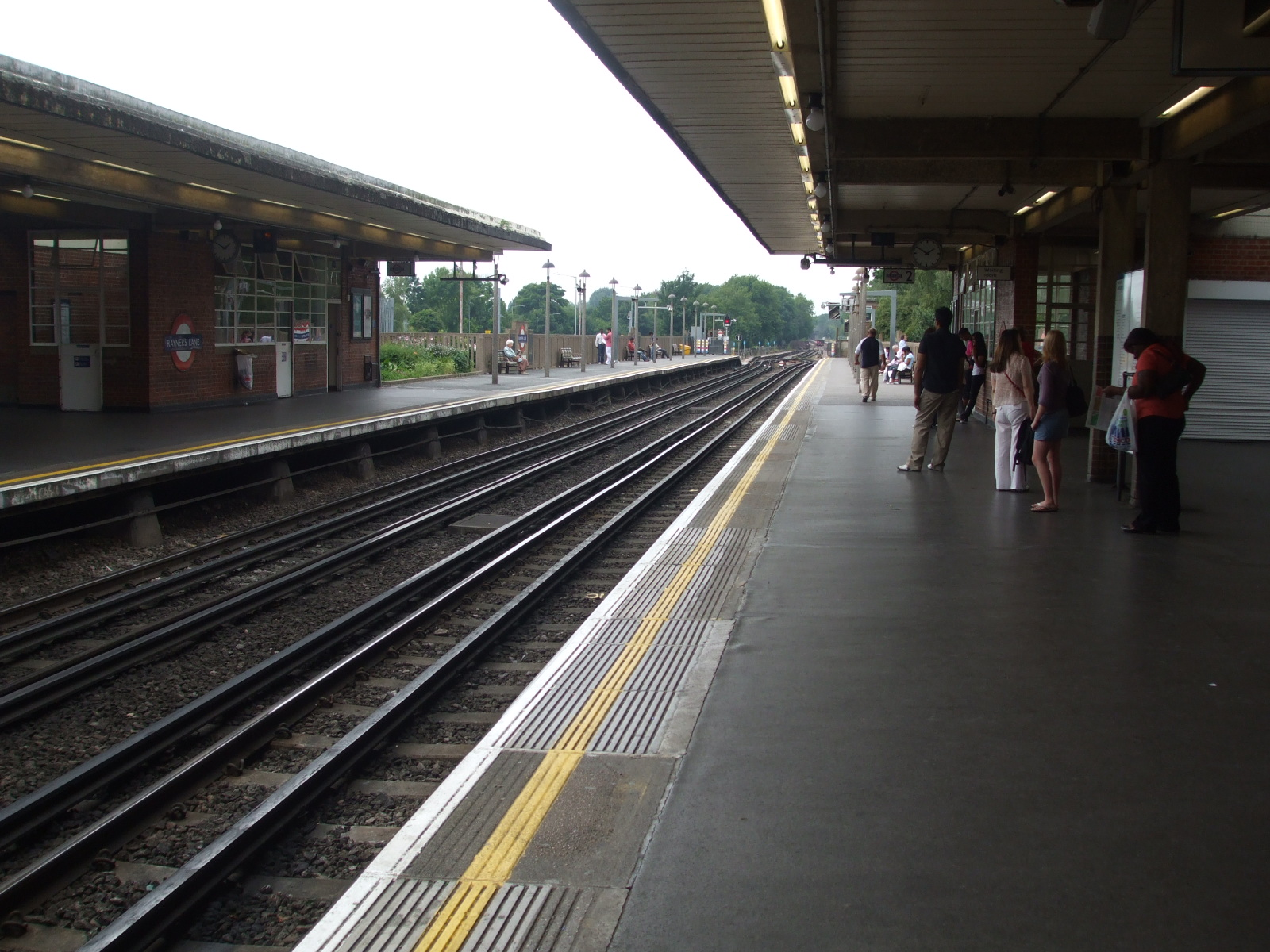
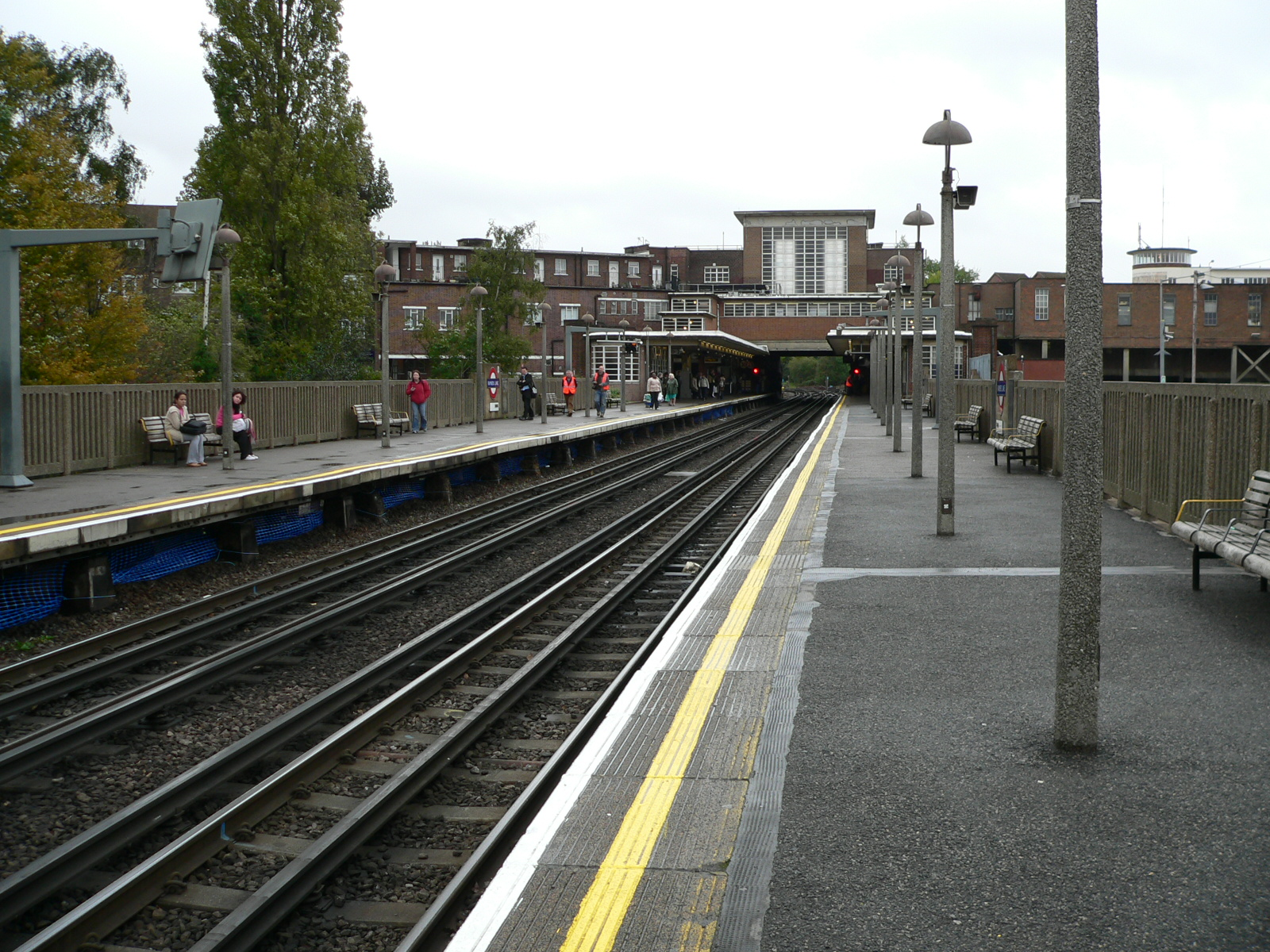
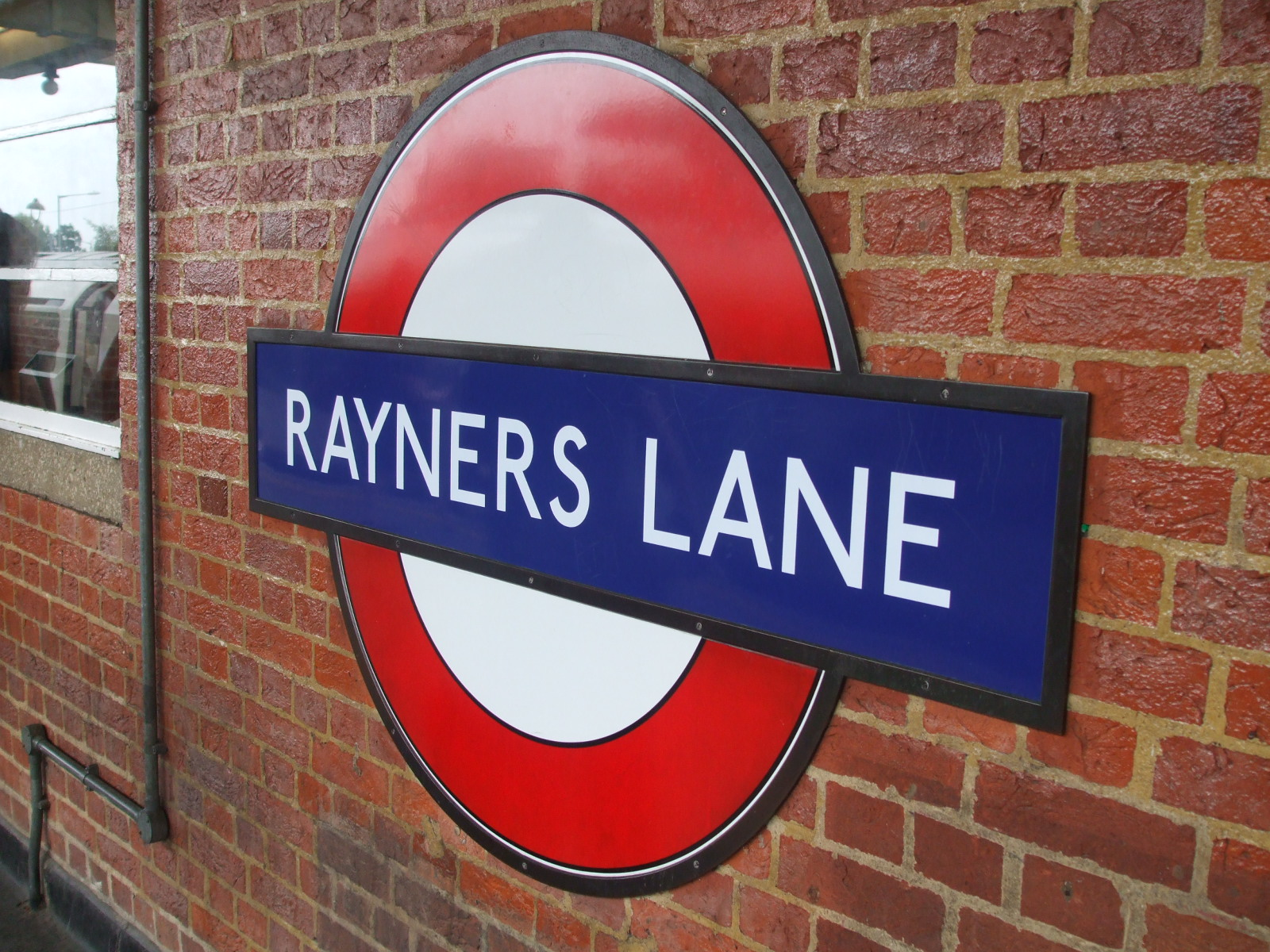
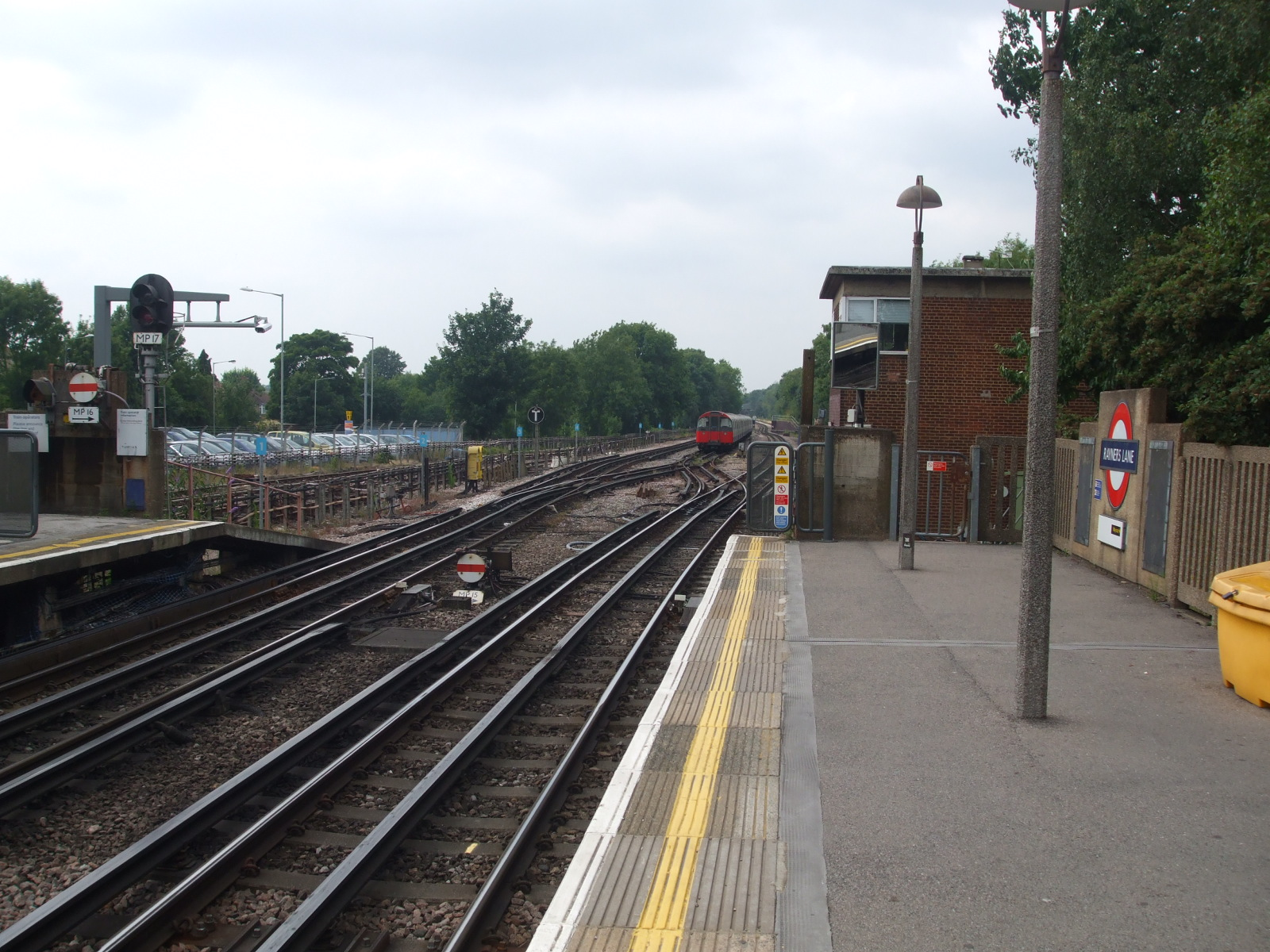